# Эврикское восстание
Эврикское восстание (англ. Eureka Stockade) — восстание золотоискателей, произошедшее в 1854 году в Балларате, штат Виктория, Австралия. Названо в честь форта Эврика, возвёденного восставшими в ходе конфликта рядом с одноименной гостиницей.
Восстание ускорило предоставление колониям самоуправления и явилось важным стимулом развития либерализма в стране, став одним из ключевых моментов в истории Австралии.

## Причины

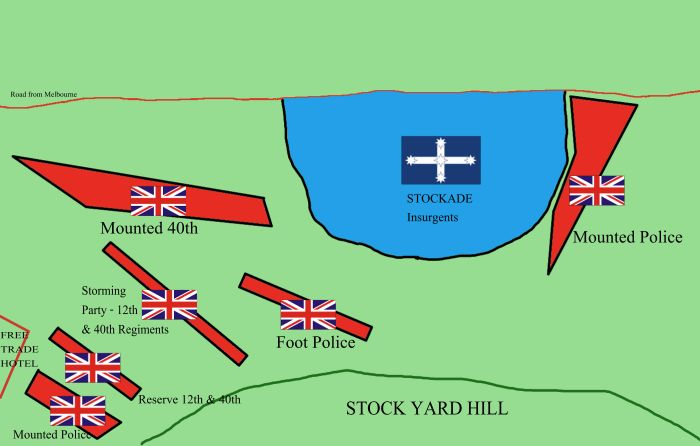
Карта сражения

Причиной восстания было введение властями в 1851 году лицензий на добычу золота, приведшее к недовольству среди золотоискателей.
Поводом для восстания послужило убийство золотоискателя Джеймса Скоби предположительно владельцем отеля Эврика Джеймсом Бентли.

## Ход боевых действий
11 ноября 1854 года на митинге золотоискателей была создана Балларатская лига реформ, выдвинувшая правительству следующие требования: введение всеобщего избирательного права, отмена имущественного ценза для кандидатов в члены парламента, установление жалования членам парламента и др. Также золотоискатели потребовали отмену лицензий на добычу золота. В ответ на подготовку властей к расправе над участниками движения 30 ноября золотоискатели выбрали командиром ирландца Питера Лэйлора и укрепились на месте, где ранее стояла гостиница Эврика (здание гостиницы незадолго до этого было сожжено золотоискателями во время стычки с полицией).
3 декабря 1854 года 276 военнослужащих и сотрудников полиции под командованием Д. У. Томаса подошли к укреплениям и атаковали восставших. После короткой, но ожесточенной схватки сопротивление золотоискателей было подавлено.

## Последствия

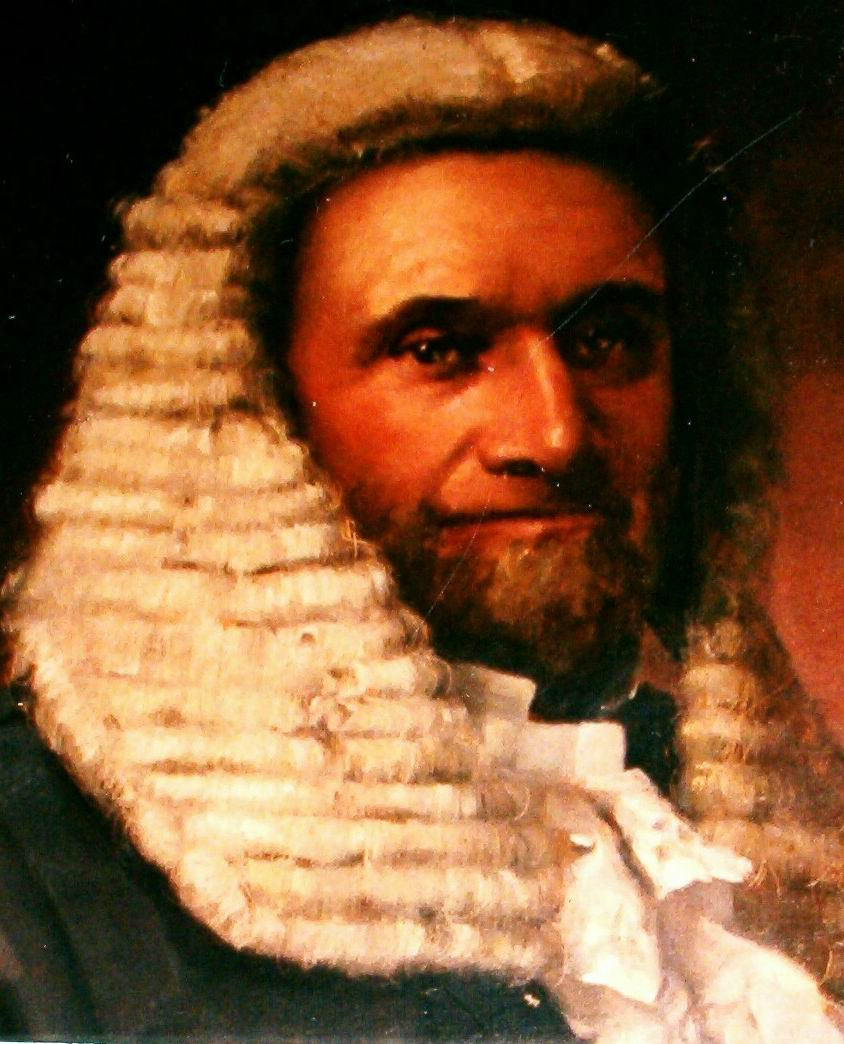
Питер Лэйлор

После восстания несколько золотоискателей было предано суду, но суд отказался признать их виновными.
В результате восстания золотоискателям предоставили право обращаться в парламент, а лицензии на добычу золота были отменены. В следующем году лидер повстанцев, Питер Лэйлор, был избран в парламент.